# Guy Musser
Guy Graham Musser, född den 10 augusti 1936 i Salt Lake City, död den 19 oktober 2019, var en amerikansk zoolog.
Mussers forskning riktade sig främst på råttdjur som förekommer i Sydostasien samt i den australiska regionen. Hans studier visade en klarare bild över dessa gnagares ursprung och släktskap. Musser utförde expeditioner till Sulawesi och andra öar i de nämnda regionerna och samlade skelett, skallar och päls av flera råttdjur. Det visade sig att 10 exemplar tillhörde arter som inte var beskrivna.
Musser är en av auktorerna till avhandlingen Mammal Species of the World (1993 och 2005). Tillsammans med Michael D. Carlton övertog han rubrikerna om ordningen gnagare.
2010 uppkallades en jättestor utdöd gnagare efter Musser, Coryphomys musseri.
Musser erhöll Clinton Hart Merriam Award av American Society of Mammalogists 1992.